# Соболев, Геннадий Леонтьевич
Генна́дий Лео́нтьевич Со́болев (род. 6 июля 1935, Ленинград) — советский и российский историк, специалист в области истории России XX века. Доктор исторических наук (1974), профессор (1980). Заслуженный деятель науки Российской Федерации (2007). Почётный профессор Санкт-Петербургского государственного университета.

## Биография
Геннадий Соболев родился в Ленинграде в семье рабочего-разметчика Кировского завода. 
Отец — Леонтий Ефимович Соболев, родился 17 (30) октября 1912 года в Санкт-Петербурге. Участник Великой Отечественной войны, сержант, погиб 20 января 1942 года во время Любаньской наступательной операции, а согласно воспоминаниям его сына, — в марте 1943-го. Его родители, Александр Карпович Соболев (1881 — после 1912), отставной солдат лейб-гвардии Павловского полка, из крестьян дер. Шапуры (сейчас — Витебский район Витебской области), и Варвара Ивановна Порчинская (1879 — после 1912), полоцкая мещанка, поженились в Петербурге 15 (28) октября 1906 года, вместе работали на Путиловском заводе. Мать будущего учёного — Мария Ивановна Соболева.
Известно, что Геннадий Леонтьевич имел брата, вместе с которым во время блокады был спасён от голодной смерти собственной матерью.
Окончил исторический факультет Ленинградского государственного университета в 1959 году; ученик С. Н. Валка. После окончания вуза работал в Ленинградском отделении Института истории АН СССР (ныне СПбИИ РАН). В ЛОИИ Г. Л. Соболев прошёл все ступени профессиональной «академической лестницы»: от младшего (1961) до старшего научного сотрудника (1969). Кандидат исторических наук (1966, диссертация «Учёные Ленинграда в годы Великой Отечественной войны»).
Параллельно с работой в ЛОИИ преподавал в сначала в ЛГПИ им. А. И. Герцена), а затем с 1974 по 1981 годы — на кафедре истории ЛГИК им. Н. К. Крупской), где читал курс «История советского общества» и спецкурс «Культура блокадного Ленинграда». Доктор исторических наук (1974, по монографии «Революционное сознание рабочих и солдат Петрограда в 1917 г. Период двоевластия»), в 1980 году утверждён в звании профессора. С 1986 года работает в Ленинградском (Санкт-Петербургском) государственном университете.
В 2015 году лауреатом Национальной премии «Лучшие книги и издательства года — 2015» в номинации «История» стало издание Г. Л. Соболева «Ленинград в борьбе за выживание в блокаде», вышедшее в двух книгах (Кн. 1. Июль 1941 — май 1942. Кн. 2. Июнь 1942) в Издательстве Санкт-Петербургского государственного университета.
Первая жена — Соболева Елена Владимировна (1933—2006) — историк; вторая жена — Смирнова Алла Александровна (1958) — историк. Сын Иван (род. 1967), кандидат исторических наук.

## Научная деятельность
В сферу исследовательских интересов Г. Л. Соболева входят: история Революции 1917 года в России, блокада Ленинграда, методология истории.
Профессор Г. Л. Соболев — автор свыше 300 научных работ, в том числе свыше полутора десятков монографий и учебных пособий. Одно из последних его исследований монография Русская революция и «немецкое золото» посвящена вопросу финансирования Германией партии большевиков и других политических партий России в годы Первой мировой войны. Г. Л. Соболев заявлял, что основываясь на широком круге источников и исследованиях зарубежных и отечественных историков, он своим исследованием стремится отделить факты от домыслов и выявить истинную роль «немецкого золота» в судьбах Революции 1917 года в России.
Г. Л. Соболев — создатель научной школы историков революций в России и Гражданской войны. Сегодня его ученики трудятся во многих университетах и научных центрах России.

## Основные работы
- Учёные Ленинграда в годы Великой Отечественной войны, 1941—1945. — М.-Л.: Наука, 1966. — 172 с
- Революционное сознание рабочих и солдат Петрограда в 1917 г. Период двоевластия. — Л.: Наука, 1973. — 330 с.
- Октябрьская революция в американской историографии, 1917—1970-е годы / отв. ред. В. А. Шишкин. — Л. : Наука, 1979. — 248 с.
- Петроградский гарнизон в борьбе за победу Октября / отв. ред. И. И. Минц. — Л.: Наука, 1985. — 311 с.
- Александр Керенский: любовь и ненависть революции: дневники, статьи, очерки и воспоминания современников. — Чебоксары : Изд-во Чуваш. ун-та, 1993.
- Пролетарский авангард в 1917 году: революционная борьба и революционное сознание рабочих Петрограда. — СПб. : Изд-во СПбГУ, 1993. — 262 с.
- [militera.lib.ru/research/sobolev_gl/index.html Русская революция и «немецкое золото»]. — СПб.: Нева; М.: ОЛМА-пресс, 2002. — 479 с.
- Тайный союзник. Русская революция и Германия. СПб.: СПбГУ, 2009. — 475 с.[8]
- Ленинград в борьбе за выживание в блокаде. Книга первая: июнь 1941 — май 1942. СПб.: СПбГУ, 2013. — 696 с.
- Ленинград в борьбе за выживание в блокаде. Книга вторая: июнь 1942 — январь 1943. СПб.: СПбГУ, 2015. — 526 с.
- Ленинград в борьбе за выживание в блокаде. Книга третья: январь 1943-январь 1944. СПбГУ, 2017. −748 с.

Главы и разделы в коллективных трудах
- Очерки по истории Ленинграда. Т. 5: Период Великой Отечественной войны Советского Союза, 1941—1945 / отв. ред. В. М. Ковальчук. — Л.: Наука, 1967. .
- Оборона Ленинграда, 1941—1944: воспоминания и дневники участников / отв. ред. А. М. Самсонов. — Л.: Наука, 1968.
- Непокорённый Ленинград: крат. очерк истории города в период Великой Отечественной войны / отв. ред. В. М. Ковальчук. — Л. : Наука, 1970; Изд. 2-е, перераб. и доп. — Л.: Наука, 1974; Изд. 3-е, перераб. и доп. — Л.: Наука, 1985.
- Революционный Петроград. Год 1917. — М.: Наука, 1977.
- Октябрьское вооружённое восстание в Петрограде : сб. ст. / отв. ред. И. И. Минц. — М. : Наука, 1980.
- Великая Октябрьская социалистическая революция: энциклопедия. — 3-е изд., доп. — М. : Советская энциклопедия, 1987.
- Питерские рабочие и Великий Октябрь / Ин-т истории СССР, Ленингр. отд-ние; отв. ред. О. Н. Знаменский. — Л.: Наука, 1987.
- Ленинград в борьбе месяц за месяцем, 1941—1944 / Ассоц. историков блокады и битвы за Ленинград в годы Второй мировой войны, Гос. мемор. музей обороны и блокады Ленинграда; отв. ред. А. Р. Дзенискевич. — СПб.: Изд-во фирмы Ланс, 1994.
- Книга Памяти Ленинградского — Санкт-Петербургского университета, 1941—1945. — СПб., 1995.